# Station Wasilków
Station Wasilków is een spoorwegstation in de Poolse plaats Wasilków.